# Dryopteris subcrenulata
Dryopteris subcrenulata är en träjonväxtart som först beskrevs av Bak., och fick sitt nu gällande namn av Carl Frederik Albert Christensen. Dryopteris subcrenulata ingår i släktet Dryopteris och familjen Dryopteridaceae. Inga underarter finns listade.